# Partito Rexista
Il Partito Rexista (in francese: Parti Rexiste), o semplicemente Rex, fu un partito politico di orientamento fascista fondato in Belgio nel 1935 da Léon Degrelle.

## Origini
Il rexismo era sostanzialmente un movimento di opposizione al governo belga ed ebbe, pertanto, un ruolo marginale nello scenario politico del paese fino al 1941.
Traeva il suo nome dal movimento belga Rex, di forte ispirazione fascista, aristocratica e cattolica, mutuando il suo nome dal sostantivo latino rex, riferito al concetto di regalità anche dal punto di vista religioso (Cristo Re).

## Ideologia
Questo movimento di natura anticapitalista quanto anticomunista, metteva in risalto la corruzione della classe politica, tanto che uno dei suoi slogan era: «Contro tutti i partiti, contro tutti i corrotti!».
Il rexismo basava la sua politica su alcuni principi fondamentali, quali la lotta alla democrazia, considerata corruttrice della civiltà; la rinascita morale della società belga attraverso un recupero della recta via indicata dagli insegnamenti della chiesa cattolica; l'istituzione di una società corporativistica fondata sul lavoro; la lotta totale alla corruzione e la promozione dell'etica secondo il motto «contro tutti i partiti, contro tutti i corrotti»; la lotta senza quartiere al «mostro rosso» e allo «squalo capitalista».
Inizialmente il rexismo si diffuse prevalentemente tra i belgi francofoni, ma presto anche tra la componente fiamminga del piccolo regno si sviluppò un movimento analogo, l'Unione Nazionale Fiamminga (VNV).
Fra i membri più influenti del partito vi furono, oltre a Léon Degrelle, José Streel, Louis Collard, Victor Mathys, il quale ultimo diverrà capo del partito quando Degrelle partirà per il fronte.

## Da movimento a partito
Il movimento rexista si costituì in soggetto politico nel 1936, quando si presentò alle elezioni parlamentari ottenendo 21 seggi alla camera dei rappresentanti e 12 al senato. Parallelamente il rexismo iniziò ad organizzare le sue forze paramilitari: la Légion Wallonie per la componente francofona e la Légion Flandern per quella fiamminga.
Fu comunque condannato dalla Chiesa cattolica e dal re Leopoldo III del Belgio, che ne prese pubblicamente le distanze.
In seguito all'occupazione del Belgio da parte della Germania, il partito rexista appoggiò la causa nazionalsocialista, in particolare inviando migliaia di volontari inquadrati nelle Waffen SS per la "crociata" contro il bolscevismo (Operazione Barbarossa). Proprio per questo suo collaborazionismo con le forze occupanti, fu posto fuori legge alla fine della guerra. Degrelle e i rexisti furono condannati a morte per alto tradimento. Molti ripararono così all'estero, in particolare in Spagna, presso il generalissimo Francisco Franco.